# Rudolph Bärenhart
Rudolph Bärenhart auch Rudolf Bärenhart (* 5. Mai 1814 in Karlsburg in Siebenbürgen; † 10. oder 7. Dezember 1836 in München) war ein österreichischer Bildhauer.

## Leben
Rudolph Bärenhart war der Sohn eines österreichischen Soldaten und erhielt seinen Schulunterricht im böhmischen Zuckmantel. Im Alter von 11 Jahren kam er 1825 in Wien zu einem Steinschleifer als Gefäßmodelleur in die Lehre.
Nach einem Besuch des Antikenkabinetts der Akademie der bildenden Künste Wien wünschte er 1828 Bildhauer zu werden. Er kündigte seine Lehre und erhielt von einem Bildhauer die Zusage, dass dieser ihn ausbilden werde, dieses jedoch noch zwei Monate dauern werde, sodass er übergangsweise als Kellner in einem Wirtshaus tätig war.
Nachdem er feststellen musste, dass der Bildhauer ihn mit Holzschnitzereien beschäftigte, wurde er Arbeiter in der kaiserlichen Wiener Porzellanmanufaktur und trat als Schüler in die Akademie der bildenden Künste ein. Er erhielt in der Manufaktur von einem Beschäftigten hilfreiche Unterstützung, der ihn förderte, damit er den Beruf eines Bildhauers autodidaktisch erlernen könne.
1833 schuf er aus Gips mit Gruppe aus der Sündfluth sein erstes Werk für das Pälffypalais.
Sein zweites Werk wurde 1834 die Figurengruppe Bacchus und Ariadne, die er aus 118 Zentner Gips erarbeitete; die Gruppe selbst war später 50 Zentner schwer. Nach Beendigung der Arbeit in seiner kleinen Wohnkammer, mussten die Wände durchbrochen werden, um die Plastik zu transportieren. Aufgrund dieser Arbeit wurde die Öffentlichkeit auf ihn aufmerksam und er erhielt einen Auftrag für die Schottenfelder Kirche in der Vorstadt Schottenfeld in Wien einen Christus am Kreuz aus Stein anzufertigen.
1835 fand er mit der Erzherzogin Sophie eine Unterstützerin und reiste noch im selben Jahr nach München. Er arbeitete dort an einem Modell Monument für weiland Se. Maj. Kaiser Franz I., das sich nur auf die Persönlichkeit des Kaisers stützte. Der Kaiser wurde als Friedensgeber dargestellt; Austria blickte sehnsuchtsvoll nach der Friedenspalme empor, die der Monarch, mit seiner Rechten die Kniende aufrichtend, mit der Linken ihr darreichte. Auf vier kleinen Piedestalen an den vier Ecken des Hauptpostamentes befanden sich die vier allegorischen Figuren der Religion, Weisheit, Gerechtigkeit und Beharrlichkeit. Er konnte das Werk jedoch nicht mehr nach Wien ausführen, weil er im Dezember 1836 ein Opfer der in München ausgebrochenen Cholera wurde.
Ein weiteres Werk war sein vollendetes Modell Die triumphierende Venus.
Während seines Aufenthaltes in München hatte er sein Atelier in der Schönfeldstr. 2 eingerichtet; 1836 wohnte er in der Münchner Ludwigstr. 1.
1836 fertigte der Porträtmaler Franz Schrotzberg eine Porträtzeichnung von Rudolph Bärenhart an.

## Ehrungen und Auszeichnungen
In Wien wurde die Rudolf-Bärenhart-Gasse nach Rudolph Bärenhart benannt.